# Aur
O atol de Aur é formado por 42 ilhas no Oceano Pacífico. É um distrito legislativo da cadeia Ratak das Ilhas Marshall. Sua área total é de apenas 2,17 milhas quadradas, mas que contém uma lagoa de 92,58 m². Localiza-se ao sul do Atol Maloelap.
A população do atol de Aur é de 438 habitantes.